# کیمبرلی اماتو
کیمبرلی اماتو (انگلیسی: Kimberly Amato؛ زادهٔ ۳ ژوئیهٔ ۱۹۷۶) یک هنرپیشه اهل ایالات متحده آمریکا است.